# 京田邊停車區
京田邊停车区（平假名：きょうたなべパーキングエリア）是位於京都府京田邊市的第二京阪道路之唯一一個休息區。此休息區是位於公路之上。

## 連接道路
- 第二京阪道路

## 歷史
- 2003年3月30日 - 第二京阪道路巨椋池IC至枚方東IC之間開通。
- 2010年3月20日 - 第二京阪道路枚方東IC至門真JCT之間開通，此休息站也同時啟用。

## 休息區設施
- 大阪、和歌山、神戶方向
  - 停車場
    - 小型車：31台
    - 大型車：54台
    - 卡車：1台
    - 傷殘人士專用車位：2台
    - 電單車：4台

  - 廁所
  - 自動售賣機
  - 公路資訊
- 京都方向
  - 停車場
    - 小型車：31台
    - 大型車：54台
    - 卡車：2台
    - 傷殘人士專用車位：2台
    - 電單車：4台

  - 廁所
  - 自動售賣機
  - 公路資訊

## 鄰近設施
第二京阪道路
(5)京田邊松井IC/京田邊TB - 京田邊停车区 - (6)枚方東IC

## 相關項目
- 日本服務區與休息區一覽

## 外部連結
- 西日本高速道路（页面存档备份，存于）（日語）